# Воєнний коледж ВМС США
Воєнний коледж ВМС США (англ. Naval War College; (NWC або NAVWARCOL)) — вищий військовий навчальний заклад Військово-морських сил Сполучених Штатів Америки, що розташований на військово-морській базі Ньюпорт у містечку Ньюпорт у штаті Род-Айленд. Воєнний коледж ВМС США разом з Воєнними коледжами Повітряних сил та армії  входять у трійку вищих навчальних закладів міністерства оборони США.

## Зміст
Воєнний коледж ВМС США заснований 6 жовтня 1884 року. Він здійснює навчання старшого офіцерського складу ВМС США, цивільного персоналу, офіцерів інших видів збройних сил країни, а також іноземних слухачів за програмою підготовки керівного складу для подальшого просування по службі в ранзі до віце-адмірала включно.
Перший клас Воєнного коледжу нараховував 9 студентів у 1885 році, загалом виш випустив понад 50 000 випускників, 300 з них адмірали, генерали та вищі посадовці проходять службу в даний час. Серед перших випускників коледжу були майбутній генерал і начальник штабу армії США Таскер Блісс, видатний військовий морський теоретик і історик, контр-адмірал, один з засновників геополітики Альфред Тейєр Мехен.
Серед академічних програм Воєнного коледжу ВМС є Командно-штабний коледж ВМС США, який готує офіцерів флоту та Берегової охорони США в ранзі підполковника та офіцерів Сухопутних військ, корпусу морської піхоти і Повітряних сил у ранзі майора, а також цивільний персонал, що посідає відповідні посади у різних федеральних відомствах та департаментах.